# Barngöl (Dalhems socken, Småland)
Barngöl är en sjö i Västerviks kommun i Småland och ingår i Storån-Botorpsströmmens kustområde.